# Лебедев, Фёдор Павлович
Фёдор Павлович Лебедев (20 февраля 1876 года, село Ворогово, Юрьевский уезд Владимирской губернии — 25 сентября 1937 года, Ивановская область) — протоиерей Русской православной церкви, священномученик.
Память священномученика Феодора Лебедева совершается в день его мученической кончины 25 сентября; а также в дни празднования Собора новомучеников и исповедников Церкви Русской и Собора Иваново-Вознесенских святых 20 июня.

## Жизнеописание
Фёдор Лебедев родился 20 февраля 1876 года (по другим данным, 15 февраля) в селе Ворогове Юрьев-Польского уезда (по другим данным, в селе Стебачеве Суздальского уезда) Владимирской губернии. Отец его Павел Алексеевич Лебедев служил псаломщиком в храме села Шихобалова Суздальского уезда, мать Раиса Платоновна была домохозяйкой. Затем семья переехала в село Адамово Юрьевского уезда (ныне не существует). В сентябре 1888 года отец стал псаломщиком в селе Стебачеве, где и служил до выхода за штат в 1905 году. В семье Лебедевых, кроме Фёдора, были двое сыновей — Александр и Владимир и две дочери — Любовь и Раиса.
В 1892 году Фёдор окончил Суздальское духовное училище и получил направление на место псаломщика в село Адамово Юрьевского уезда. Затем поступил во Владимирскую духовную семинарию, которую окончил в 1899 году. Был рукоположён в сан диакона, а затем, в 1900 году, в сан священника.
С 1900 по 1928 год служил в селе Алексине Юрьевского района. За усердные труды был возведён в сан протоиерея.
В 1928 году скончался его брат протоиерей Александр Лебедев. Отец Феодор поехал на похороны. Как только он уехал, в его дом пришли с обыском сотрудники ГПУ. Долго искали драгоценную церковную утварь, но нашли лишь закопанные отцом Феодором церковные книги. Затем они выгнали из дома его жену — матушку Елену с детьми Ниной и Николаем. Дом и всё имущество конфисковали. Когда отец Феодор вернулся — ему предъявили обвинения в агитации против колхозов, арестовали и отправили в Ивановскую тюрьму. Однако в том же году отец Феодор был освобождён.
После освобождения в 1928 году решением епархии был переведён в село Кузнецово Шуйского района Ивановской области. В 1932 году был назначен благочинным.
В 1933—1934 годах был вновь арестован по статье 59 пункту 12 Уголовного кодекса РСФСР. Отбывал наказание — два месяца лишения свободы.
17 сентября 1937 года был в числе других священников арестован Шуйским отделом НКВД по статье 58 пункту 11 Уголовного кодекса РСФСР «за активное участие в контрреволюционной группе, ведение систематической контрреволюционной фашистской агитации и клеветнические измышления против вождей партии и правительства». Допросы начались в день ареста и продолжались без перерыва более трёх суток. Следователи менялись и отдыхали, священнику отдыхать не давали. Расчёт был на то, что обвиняемый в течение первых трёх суток даст признательные показания, но он отказался:
— Что вы говорили по вопросу коллективизации сельского хозяйства и жизни колхозного крестьянства?
— Ничего не говорил.
— Следствие располагает данными, что вы в июне 1937 года вели контрреволюционные разговоры. Отвечайте.
— Ещё раз отвечаю, что ни с кем ничего я не говорил.
— Ваши показания следствие считает ложными. Зачитываю вам показания обвиняемого <…> Вы и после этого хотите говорить неправду?
— Отрицаю полностью.
— Ваше поведение на следствии характеризует вас как врага народа, который скрывает не только свою контрреволюционную деятельность, но и других лиц с вами связанных. Отвечайте!
— Контрреволюционной деятельностью я не занимался.
— Если вы и дальше не будете давать правдивых показаний, то следствие уличит вас очными ставками.

— Какие бы показания свидетелей следствие мне ни зачитывало и сколько бы очных ставок ни проводило, виновным я себя в контрреволюционной деятельности не признаю.
20 сентября следствие было закончено, 23 сентября состоялось заседание тройки УНКВД по Ивановской области, которое приговорило всех арестованных священников к расстрелу. 25 сентября 1937 года в 23 часа отец Феодор Лебедев был расстрелян вместе с другими священниками.
Был реабилитирован постановлением президиума Ивановского областного суда 22 апреля 1959 года (в справке по реабилитации было указано, что умер от воспаления лёгких).
В 2000 году Юбилейный Архиерейский собор Русской православной церкви причислил его к лику святых.

## Молитвы
Тропарь священномученику Феодору Лебедеву, глас 3
Це́ркве Ру́сския сто́лпе непоколеби́мый, благоче́стия пра́вило, жития́ ева́нгельскаго о́бразе, священному́чениче Фео́доре, Христа́ ра́ди пострада́вый да́же до кро́ве, Его́же моли́ усе́рдно, я́ко Нача́льника и Соверши́теля спасе́ния, Русь Святу́ю утверди́ти в Правосла́вии до сконча́ния ве́ка.
Кондак священномученику Феодору Лебедеву, глас 2
Восхва́лим, ве́рнии, изря́днаго в свяще́нницех и сла́внаго в му́ченицех Фео́дора, Правосла́вия побо́рника и благоче́стия ревни́теля, земли́ Ру́сския кра́сное прозябе́ние, и́же страда́нием Небесе́ дости́же и та́мо те́пле мо́лит Христа́ Бо́га спасти́ся душа́м на́шим.
Величание священномученику Феодору Лебедеву
Велича́ем тя, священному́чениче Фео́доре, и чтим честна́я страда́ния твоя́, я́же за Христа́ во утвержде́ние на Руси́ Правосла́вия претерпе́л еси́.